# Mary Arthur McElroy
Mary Arthur McElroy (5 juillet 1841 – 8 janvier 1917) est la sœur du 21e Président des États-Unis, Chester Alan Arthur, et fut Première dame des États-Unis de 1881 à 1885, sa belle-sœur, Ellen Lewis Herndon Arthur étant décédée.

## Biographie
Mary Arthur est née à Greenwich Village, à New York, la dernière des neuf enfants de William et de Malvina S. Arthur. Elle fut élève à l'Emma Willard School de Troy, dans l'État de New York avant d'épouser en 1851 un courtier en assurance du nom de John McElroy. Ils s'installèrent à Albany et eurent quatre enfants.
En 1880, son frère, Chester Arthur est élu vice-président. En juillet 1881, le Président James Garfield est blessé à mort et meurt le 19 septembre 1881. Arthur lui succède et demande à sa sœur de prendre soin de sa fille Ellen et d'agir en tant que "Maîtresse de la Maison Blanche". Sa famille demeurant à Albany, McElroy ne vivait à Washington, D.C. qu'au cours de l'hiver. Bien qu'Arthur ne lui ait jamais accordé une position officielle, elle se révéla aussi compétente que populaire. Les procédures relatives aux fonctions sociales qu'elle développa avec son frère furent par la suite utilisée par les Premières Dames durant des décennies".
McElroy présida nombre d'événements et fit honneur aux ex-Premières dames Julia Tyler et Harriet Lane, nièce de James Buchanan, en leur demandant de bien vouloir l'aider à recevoir les invités à la Maison Blanche. Sa fille aînée May, ainsi que la fille d'Arthur, Nell, l'assistaient souvent dans sa tâche". Sa dernière réception eut lieu le 28 février 1885, une semaine avant la fin de l'administration Arthur. 3 000 personnes y assistèrent (dont Adolphus Greely) et 48 filles de représentants officiels et de l'élite durent l'aider.
Elle était membre de l'Albany Association Opposed to Women's Suffrage.
Elle mourut à l'âge de 75 ans à Albany dans l'État de New York.